# Pronasoona
Pronasoona là một chi nhện trong họ Linyphiidae.